# Мзунгу

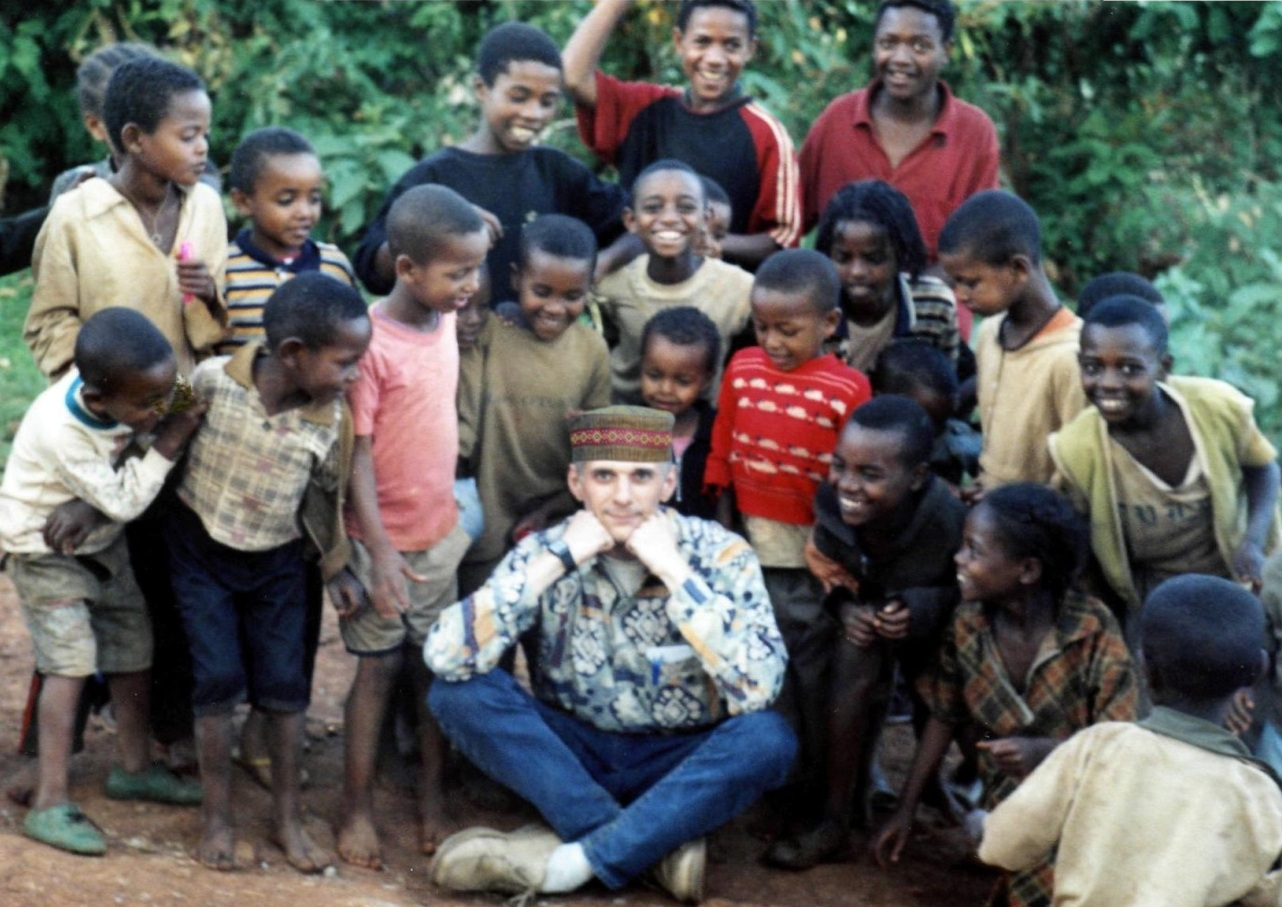
Русский путешественник Виктор Пинчук в Африке

Мзунгу (суахили Mzungu) — термин банту, используемый начиная с XVIII века в районе Великих африканских озёр для обозначения людей европейского происхождения. Выражение имеет широкое применение среди народов банту в Кении, Танзании, Малави, Руанде, Бурунди, Уганде, Демократической Республики Конго, на Коморских островах и Майотте, а также в Замбии, Зимбабве и северной части Мадагаскара (здесь говорят «возонго», но местные жители понимают слово «мзунгу»).

## Этимология
В буквальном переводе мзунгу означает «тот, кто бродит вокруг» или «странник». Этот термин впервые был использован в районе Великих африканских озёр для описания европейских исследователей в XVIII веке, видимо потому, что они бесцельно (с точки зрения аборигенов) перемещались. Слово мзунгу происходит от языка суахили, где зунгу или зунгука обозначает вращение на одном месте. Кизунгузунгу на языке кисуахили означает головокружение.
В наши дни термин мзунгу используется для обозначения людей с белой кожей, но также может применяться ко всем иностранцам в более общем смысле.
Ещё одно значение слова мзунгу — «говорящий по-английски». Притяжательное кизунгу (или чизунгу) переводится «вести себя как богатый». В некоторых регионах, например, в Руанде и Бурунди, это не обязательно относится к цвету кожи. Традиционно европейцы считались богатыми, поэтому терминология была расширена для обозначения состоятельных людей независимо от расы, — любого работодателя африканцы называют мзунгу. В суахили — крупнейшем из языков банту, форма множественного числа от мзунгу звучит как вазунгу .
Эта форма может использоваться для выражения уважения; к примеру, применение термина азунгу характерно для обозначения отдельных иностранцев в малавийском языке ньянджа. Притяжальная форма кизунгу или чизунгу (в буквальном переводе — странник), в настоящее время означает «язык странников», — по обыкновению английский, так как этот язык наиболее часто используется вазунгу в районе Великих африканских озёр. На практике термин может обозначать любой европейский язык. Вачизунгу, Бачизунгу и т. д. — буквально «странники» — ныне означает людей, которые перенимают западную культуру, кухню и образ жизни.

## Практическое применение
Слово «мзунгу» можно использовать как в ласковой, так и в оскорбительной манере. Дети прибегают к этому, чтобы привлечь внимание прохожего. А, к примеру, в Малави люди обычно произносят непринуждённое приветствие
«Азунгу бо!» («Azungu boh!»), обращаясь к отдельным лицам или группам иностранцев.
Помимо термина мзунгу, зачастую используемого африканцами в отношении европейцев в значении «белая ворона» (то есть не такой как все), в языке суахили имеется слово м(в)эуси (суахили Mweusi), означающее «чёрный (человек)». Для обозначения чёрного цвета неодушевлённого предмета используется слово «неуси» (суахили Nyeusi).

## Словарная трактовка
Суахили-русский словарь, изданный под эгидой Института этнографии Академии наук СССР, предлагает широкий спектр толкования слова mzungu: 1) талант, способности (к изобретательности); 2) ловкость, изобретательность: 3) уловка, средство, способ (выхода из трудного положения); 4) (wa-) белый, европеец; ~ wa mbili карт. дама; ~ wa tatu карт. валет; wa nne карт. король.

### Голосовое произношение
- Mzungu (суахили). forvo.com. Дата обращения: 4 сентября 2020.
- Mweusi (суахили). forvo.com. Дата обращения: 4 сентября 2020.
- Nyeusi (суахили). forvo.com. Дата обращения: 4 сентября 2020.